# バドリ・クヴァラツヘリア
バドリ・クワラツヘリア（グルジア語: ბადრი კვარაცხელია、1965年2月15日 - ）は、アゼルバイジャンとジョージアの元サッカー選手、現サッカー指導者。元アゼルバイジャン代表。ポジションはFW。

## クラブ歴
FCスクリ・ツァレンジハで選手となった。その後、FCディナモ・トビリシ、FCカヘティ・テラヴィ、メタルルギ・ルスタヴィ、シナガン・サクメタ・サミニストロス・アカデミア、FCメラニ・トビリシと渡り歩いた。
1997年に隣国アゼルバイジャンのカパズPFKに移籍。翌年にシャムキルFKに移籍すると、1999-00シーズンに得点王に輝いた。2005年に同クラブで引退した。

## 代表歴
2000年6月24日に行われた、生まれ故郷のジョージア代表との親善試合でアゼルバイジャン代表として出場し代表初出場。2002 FIFAワールドカップ・ヨーロッパ予選にも2試合出場した。

## 監督歴
引退後はFCシオニ・ボルニシのアシスタントコーチに就任し、指導者の道を歩み始めた。その後、FKスタンダルド・スムガイトのアシスタントコーチから監督に昇格し、初めての監督就任となった。
FCスパルタキ・ツヒンヴァリ、ガバラFKでのアシスタントコーチを経て、2014年にトゥラン・トヴズİKで再び監督に就任した。
2015年9月22日にFCグリア・ランチフティの監督に就任。しかし10月6日にFCメラニ・マルトヴィリの監督に就任したため、僅か15日の指導であった。
2018年4月にFCサムトレディアの監督に就任。しかしシーズン末に辞任した。2019年2月から4月22日にかけてはルスタヴィの監督を務めた。

## 個人
息子はジョージア代表のフヴィチャ・クヴァラツヘリアである。